# 毛庆祥 (1898年)
毛庆祥（1898年—1993年），谱名宗骧，浙江奉化人，中华民国军事要人，曾长期服务于国民政府军事委员会调查统计局，是情报和密码破译专家。中华民国陆军中将军衔。

## 生平

### 早年生涯
1898年11月11日，生于大清浙江省宁波府奉化县（今宁波市奉化区）。父亲毛颖甫，为蒋中正在日本东京入同盟会的介绍人。毛颖甫有5子1女，毛庆祥为长子。有弟毛庆善，毛庆藩（日本问题专家）。
毛颖甫在日本曾大力提携接济蒋中正。蒋中正怀感恩之心，日后亦大力提拔毛颖南长子毛庆祥。毛庆祥成为蒋中正贴身幕僚，先后担任北伐军总司令部机要秘书，国民政府军事委员会机要科长，国民政府监察院监察委员等职务。
毛庆祥早年曾赴日本、法国留学。奉化中学毕业。1916年，赴日本留学，1917年回国。同年转赴法国留学，在法国学习五年，学习农业。留学法国期间，和汪日章交游。

### 返回中國
1922年，回国，担任浙江水产学校教师。1926年，蒋中正赴广州支持孙中山建立大元帅府和黄埔军校。蒋中正写信召毛庆祥赴加盟，毛庆祥遂赴广州。蒋中正委以国民革命军总司令部机要秘书。1926年7月，蒋中正发起北伐，毛庆祥同出征。1927年，北伐军攻克南京，毛庆祥见北伐军势如劈竹，自己已没有大用，遂自主辞职，回到浙江，在浙江省建设厅工作。
1929年，应召返回南京，出任国民政府建设委员会技正。1930年，调任国民政府秘书、主席办公室秘书，再次成为蒋中正贴身幕僚。1932年，蒋中正常驻南昌期间，出任国民政府军事委员会南昌行营办公厅机要室主任，并兼任蒋的贴身侍从秘书。1935年3月，出任国民政府军事委员会委员长侍从室第二处第四组上校组长。1936年，随蒋中正赴西安，当年12月，随蒋经历了震惊中外的西安事变。
抗日战争期间，长期服务于国民政府军事委员会调查统计局（即著名的军统局），负责对日军的情报密码破译工作。1940年1月，兼任国民政府军事委员会特种技术研究室（特科密码室）副主任、主任，少将军衔。1943年4月，经毛庆祥提议，蒋中正亲自批准过问，成立侍从室机要组，毛庆祥出任组长，中将军衔，统管此特殊非常时期国民政府的党政军、特机工作，统观控制机要全局，部门类似于清朝中后期管理机要的军机处。1944年6月，出任国民政府军事委员会办公厅机要室主任。
1945年，抗日战争胜利，1945年12月，侍从室撤销，转而出任国民政府参军处机要室主任。1948年5月，国民行宪会议（第一届国大），蒋中正当选国民政府总统，毛庆祥旋而出任总统府机要室主任。
曾与毛圣栋、蒋纬国等筹办奉化中学。1946年8月，成立奉化中学校董事会，毛庆祥被推举为董事长。

### 離開中國大陸
1949年，国共内战时期，蒋中正下野之时，毛庆祥见国民党在大陆统治已大势已去，自主辞去所有军政职务，获蒋中正批准，到上海闲居。1949年，国军败退台湾，毛庆祥携家人移居台湾台北。
1950年，举家移居香港。1952年，举家迁居美国。此后，国民党中一些曾留学法国的元老（“留法派”）去南美洲的巴西、阿根廷经营农业、矿业等实业，毛庆祥亦同往，在阿根廷开办大农场，但阿根廷经济危机后生意不成功，再次美国定居。1993年，逝世于美国纽约。

## 荣誉
- 三等景星勋章（1945年10月9日批准[5]）

## 家庭
父亲毛颖甫，为蒋中正在日本东京入同盟会的介绍人。毛颖甫有5子1女，毛庆祥为长子。有弟毛庆善，毛庆藩（日本问题专家）等。
毛庆善为中共革命烈士。
毛庆祥原配严镇东，有四子二女。严镇东病逝后，续娶邱珊英，有四女2二子。二子毛节奇早逝。子毛节茂在太平轮海难中遇难。有二位女儿在1949年没有赴台湾，留在大陆。其余子女均居于台湾、美国、加拿大。
次子毛节盛（1932年－2022年），曾为中华民国空军高级将领。国军空军英雄之一。2001年，移居美国。

## 密码破译和珍珠港事件
毛庆祥自1932年主管侍从室的机要，就长期负责情报工作。抗日战争期间，曾领导破译日军密码，为抗日战争胜利做出巨大贡献。
1938年，经毛庆祥提议，蒋中正亲自批准，毛在国民政府军事委员会办公厅机要室建立了情报研究组（“技术研究室”），专门研究破译日本军方密码电报。 1941年，取得国民政府军事委员会技术研究室的领导权。

### 著名电报破译案例
1941年秋，破译日本外务省绝密电报。此绝密电报是日本外务省分发给日本驻美国、苏联、德国（时德意志第三帝国希特勒政权）、意大利（时墨索里尼政权）等国大使的，名为《当前局势和帝国国策纲要》。此纲要主要有两部分内容，一部分为“建设大东亚共荣圈”方针；地第二部分阐述日本在东亚、东南亚的军事政治计划，包括迫使中国（时国民政府）对日屈服，进而进军占领法属印度支那、泰国，同时对英国（时大英帝国）、美国作战作军事准备，对苏德战争审时度势，暂不介入，等形势有利时，再作北进等。 此电报内容被周恩来得知，旋而转告苏联，苏联遂放心将远东兵力全力部署在抗德的西线。
1941年12月上旬，技术研究室破译日本外务省绝密紧急通知。该通知紧急电告日本驻美国华盛顿、旧金山、夏威夷、纽约等地的使领馆，限期立即就地销毁各种重要外交文件，并准备撤离日本在美国的侨民。该通知寓意明显日本在短期内将对美国采取重要军事行动。侍从室第六组破译此该通知，马上向蒋中正提议“速送外交部密告美国大使高斯，并电告我驻华盛顿武官郭德权转达美国军方”。蒋中正阅后迅批“可”。但转告美国方面后，美国大使回复：美日「和平谈判」已陷人僵局，美国国务院已知晓日本之撤侨计划，美国也应对日本准备同时撤出在日美国侨民。美国方面并未引起必要的戒备。短短数天之后，珍珠港事变爆发，美方才恍然大悟。这是在美日之外首次破解预言珍珠港事变。